# Christoffel van Sichem l'Ancien
Christoffel van Sichem l'Ancien ou Christoffel van Sichem I (Amsterdam, ca. 1546 - 1624) est un graveur, imprimeur et éditeur néerlandais.

## Biographie

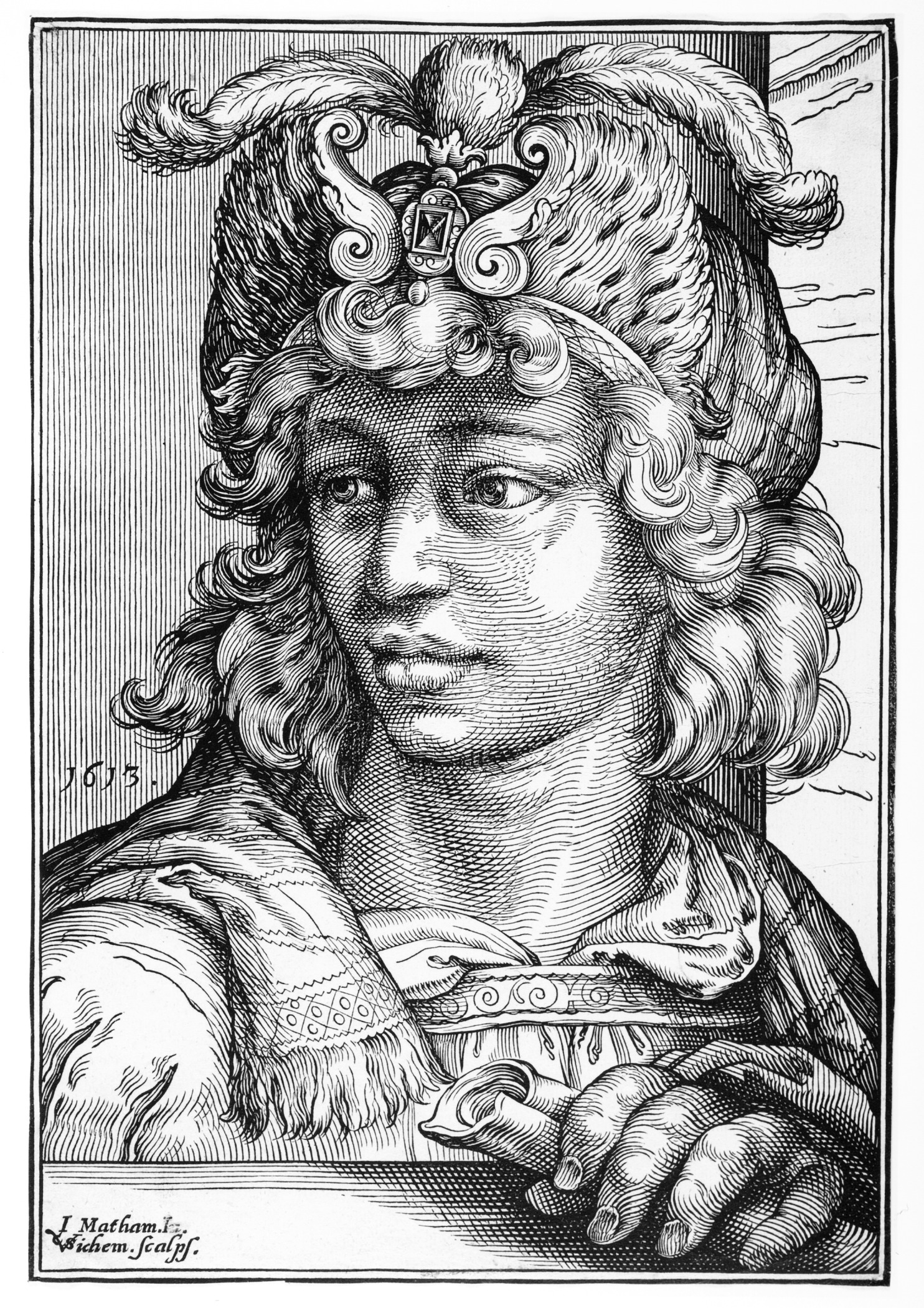
Jeune homme avec un turban, 1613, musée d'art du comté de Los Angeles.

Christoffel van Sichem est né à Amsterdam entre 1536 et 1556. Sa parenté avec Christoffel van Sichem le Jeune n'est pas assurée : elle n'est notamment pas établie par le RKD,.
Il a été l'élève de Jan Ewoutsz. (ca. 1511-1564).
Il a été actif à Bâle entre 1568 et 1598,, où il a exercé la profession d'imprimeur. Il peint principalement des portraits. Sichem a eu comme élève Philips Serwouters (1591-1650).
Christoffel van Sichem meurt à Amsterdam le 20 octobre 1624 et est enterré le 23 à la chapelle Nieuwezijds de Rokin.